# سینمای آلمان
سینمای آلمان به صنعت فیلم در آلمان اشاره دارد و قدمت آن به اواخر قرن نوزدهم می‌رسد. سینمای آلمان در دوره ۱۹۱۸-۱۹۳۳ تاثیرات برجسته‌ای هم از دید فنی و هم از دید هنری بر سینما داشته است. 
بر خلاف سایر سینماهای ملی که در زمینه سیستم‌های سیاسی به نسبت پیوسته و پایداری رشد کرده‌اند، آلمان در قرن بیستم شاهد تغییرات فراوانی در هویتش بوده است. این تغییرات باعث به وجود آمدن دوره‌ها و جنبش‌های مختلفی در سینمای این کشور شدند. 

## سال‌های آغازین
در سینمای آلمان شروع کار فیلم سازی به به ماکس اسکلادانوسکی و پس از آن به اسکار مستر نسبت داده می‌شود. از حدود ۱۸۹۶ در مونیخ کارآفرین‌های باواریایی دستگاه سینماتوگراف را وارد آلمان کردند و تنها ۵ سال پس از آن هنرمندان تئاتر نیز بیشترین اقبال را در بازی جلوی این دستگاه جدید از خود بروز دادند.
از ۱۹۰۵ تا ۱۹۲۱ اوج و شکوه سینمای واقعی آلمانی‌ها است و این روند به ۲ علت به وقوع پیوست: اول روح ماجراجوی صنعتگران و مخترعان آلمانی که مدام ابزار تازه برای دوریین ها می‌ساختند و استودیوها را مجهز می‌کردند و دیگری حضور کارگردانان بزرگ تئاتر که پیشینه گرانقدر خود را به سینمای نوظهور هدیه دادند.
سینمای آلمان در دوران جنگ جهانی اول رو به افول گذاشت. تبعات سیاسی و بین‌المللی و فرهنگی این جنگ برای آلمان‌ها چنان تحقیرآمیز بود که آنان را سخت در ناامیدی فرو برد، اما دریافت همین جامعه شناختی توسط سینماگران آلمانی سبب شد بهترین دوره سینمای آلمان در همین سال‌های پس از جنگ جهانی اول شکل بگیرد. 

## ظهور اکسپرسیونیسم و رئالیسم نوین
به تعبیری مهم‌ترین اتفاق سینمای آلمان در ابتدای دهه ۲۰، ظهور سبک انتزاعی اکسپرسیونیسم بود که دریچه‌ای نو به لحاظ بصری به روی سینما باز کرد. فیلم‌هایی مانند گولم، مطب دکتر کالیگاری و نوسفراتو از مهم‌ترین آثار این دوره‌اند.
فریتس لانگ، روبرت وینه، پاول وگنر، امیل یانینگز، ورنر کراوس، کارل فروند، فردریش ویلهلم مورنائو، آستا نیلسن، کارل هوفمان،اریش پومر و اویگن شوفتان از مهمترین افراد مربوط به بدنه سینمای اکسپرسیونیسم در این دوران هستند.
از ۱۹۲۵ به بعد اکسپرسیونیسم محبوبیت‌اش را از دست داد و در حدود سال ۱۹۲۵ رئالیسم نوین جایگزین آن شد. تاثیر جو اجتماعی در این دوره نیز بسیار قابل اعتنااست.  عمده آلمانی‌ها اعتقاد داشتند زمانه‌ی نا امیدی به سر رسیده و باید بدنبال احقاق گذشته خود باشند. 
در ۱۹۳۳ با قدرت گرفتن هیتلر ابزارهای فرهنگ و هنر آلمان کلا در اختیار رایش سوم قرار می‌گیرد. با حضور و قدرت یافتن هیتلر بسیاری از استعداد‌ها مانند کنرادفایت، مارلنه دیتریش و آنتون والبروک و دیگران مجبور به ترک آلمان شدند.
اما در این سال‌ها فیلم‌های مستند تبلیغاتی لنی ریفنشتال موسوم به پیروزی اراده و المپیا معروف‌ترین کارهای آن دوران به شمار می‌آیند.
پس از جنگ جهانی دوم، مهاجرت هنرمندان تئاتر و سینما به غرب هنوز ادامه داشت. با تقسیم دو آلمان و ایجاد دیوار برلین، بین دو دهه ۱۹۵۰ تا ۱۹۷۰ سینمای هر دو آلمان در افول مطلق به سر ‌برد. اگرچه در دهه ۷۰ با ظهور بزرگانی مثل ورنر هرتسوگ با فیلم‌های آگیره خشم پروردگار، معمای کاسپار هاوزر و فیتزکارالدو و همچنین ویم وندرس با فیلم‌های پاریس تگزاس و آسمان فراز برلین دوباره جرقه‌هایی از استعداد در سینمای آلمان بروز و ظهور یافت.

## سینمای مدرن آلمان
از ۱۹۹۰ به بعد چندین شرکت فعال سینمایی مانند استودیو بابلسبرگ، باواریا فیلم، کنستانتین فیلم و اونیورزوم فیلم در آلمان تولیدات سینمایی را انجام دادند.
فیلم‌هایی مانند بدو لولا بدو از تام تیکور، خداحافظ لنین از ولفگانگ بکر، در مقابل دیوار از فاتح آکین، زندگی دیگران ساخته فلوریان هنکل فون دونرسمارک، هیچ کجا در آفریقا ساخته کارولین لینک، سرباز جهانی و میهن‌پرست از رولاند امریش، شیوع ساخته ولفگانگ پترسن از شناخته شده‌ترین آثار سینمای مدرن آلمان برشمرده می‌شوند که بعضا جوایز سینمایی معتبری مانند جایزه اسکار بهترین فیلم خارجی زبان را نیز بدست آوردند.

## جشنواره برلین

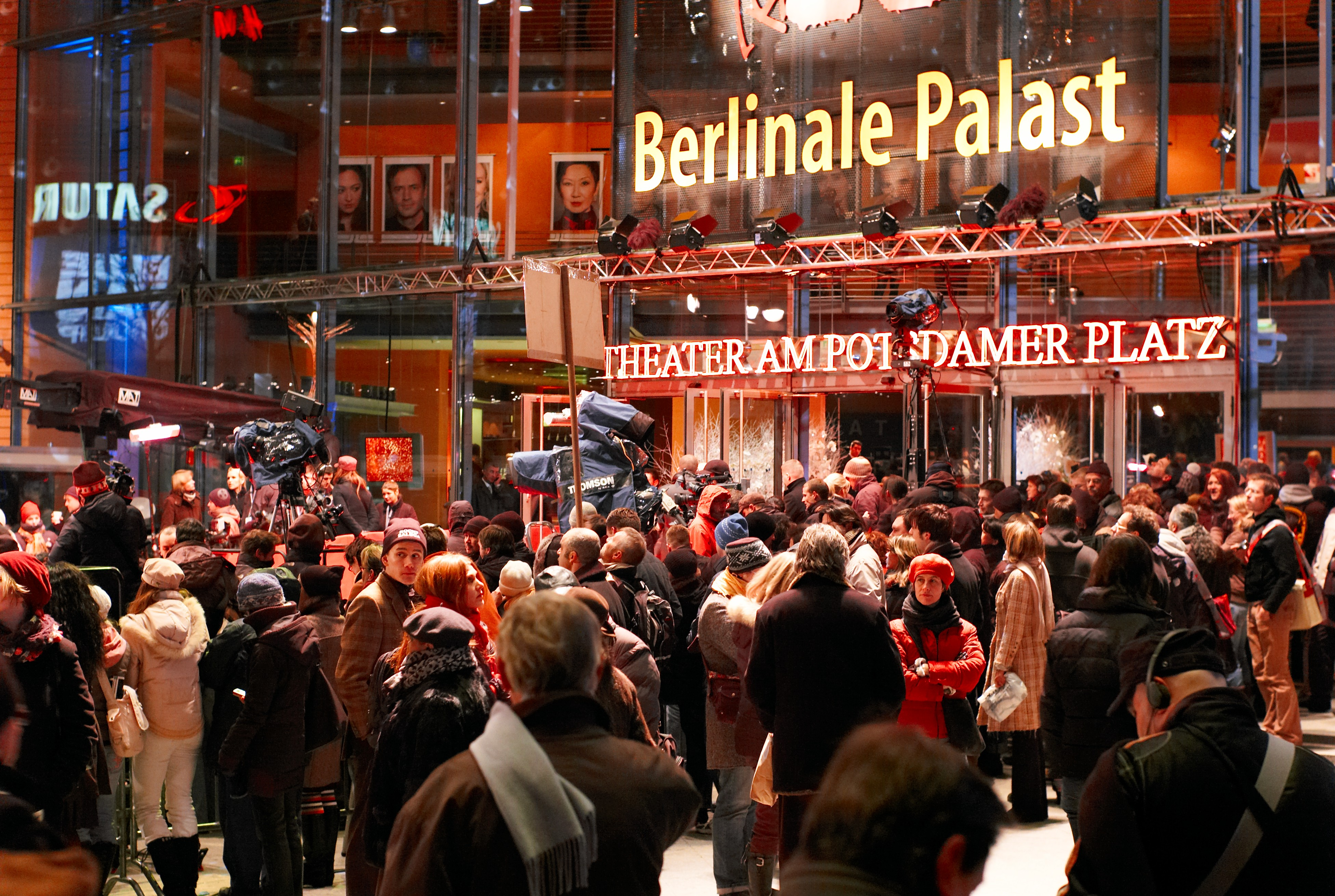
جشنواره فیلم برلین

جشنواره بین‌المللی فیلم برلین که از سال ۱۹۵۱ آغاز به کار کرد به محفلی برای ارتباط سینمای آلمان با دیگر کشورها تبدیل شد. جشنواره فیلم برلین در کنار جشنواره فیلم ونیز و جشنواره فیلم کن، مهمترین رویداد سینمایی اروپا به‌شمار می‌رود. 
این جشنواره هر ساله جایزه خرس طلایی و خرس نقره‌ای را به برگزیدگان بخش اصلی اهدا می‌کند. خرس به‌عنوان نمادی از شهر برلین شناخته می‌شود. 
در بخش‌های چندگانهٔ این فستیوال، مسابقه - پانوراما - فُروم - نسل - پرسپکتیو کینو آلمان - برلیناله کوتاه و چشم‌اندازی به گذشته، حدود ۴۰۰ فیلم به نمایش در می‌آیند.

## آمار و ارقام
در حال حاضر در آلمان بیش از ۴۸۰۰ سالن سینما موجود است و تولیدات سالیانه فیلم بلند در این کشور ۱۲۸، فیلم مستند ۸۰ و پویانمایی به ۶ عدد رسیده است. جمعیت سینماروی آلمان نیز حدود ۱۲۵ میلیون نفر گزارش شده است.

## نگارخانه

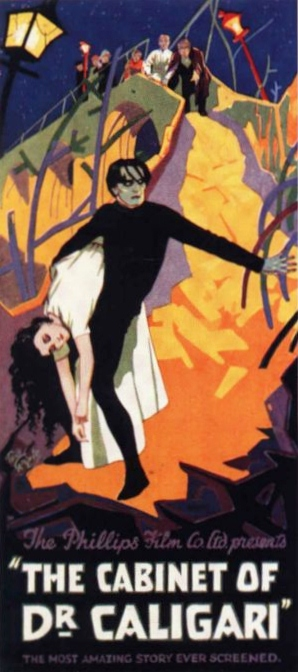
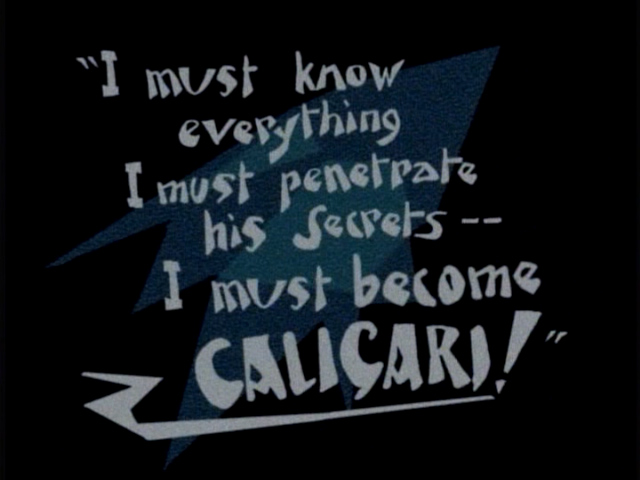
مطب دکتر کالیگاری